# 埃爾恩豪斯瓦瑟河

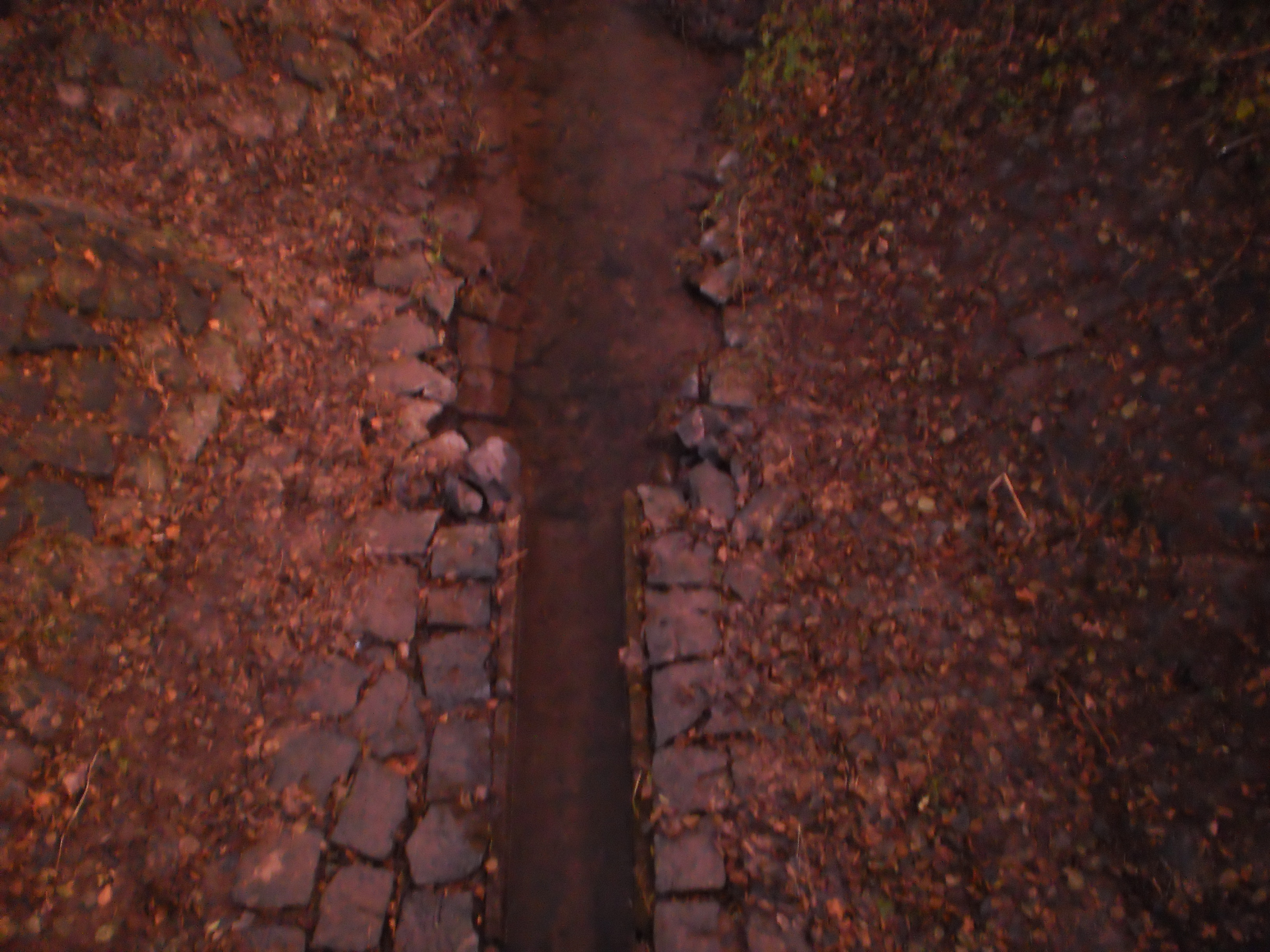
埃爾恩豪斯瓦瑟河

50°47′22″N 8°41′40″E / 50.7894°N 8.69433°E
埃爾恩豪斯瓦瑟河（德語：Elnhauser Wasser），是德國的河流，位於該國中部，由黑森州負責管轄，屬於奧厄河的左支流，河道全長5.9公里，流域面積24.3平方公里。